# أوسكار ميخيا
أوسكار ميخيا (7 ديسمبر 1978 في جمهورية الدومينيكان - ) هو لاعب كرة قدم دومينيكاني في مركز حراسة المرمى. شارك مع منتخب جمهورية الدومينيكان لكرة القدم. أما مع النوادي، فقد لعب مع Don Bosco Jarabacoa FC ‏ وأتلتيكو مارته ‏ ونادي لويس أنخيل فيربو وMoca FC ‏ وLong Island Rough Riders ‏.

## وصلات خارجية
- أوسكار ميخيا على موقع الاتحاد الدولي (مؤرشف)  (الإنجليزية)
- أوسكار ميخيا على موقع قاعدة بيانات كرة القدم.إي يو (الإنجليزية)
- أوسكار ميخيا على موقع ناشيونال فوتبول تيمز (الإنجليزية)